# Rien van Gent
Jacobus Marinus (Rien) van Gent (Amersfoort, 1916 – Bosch en Duin, 1991) was een Nederlandse verzetsstrijder tijdens de Tweede Wereldoorlog.

## Levensloop
Rien van Gent was leraar te Amersfoort en actief in het verzet. Hij nam deel aan het verzet vanuit zijn gereformeerde geloofsovertuiging. Hij was een vooraanstaand lid van de verzetsgroep 'Westerkerk' in Amersfoort-Soesterkwartier en uit dien hoofde betrokken bij sabotagewerk op het uitgestrekte spoorwegemplacement in Amersfoort en aan diverse spoorverbindingen.
Hij was ook betrokken bij het onderbrengen van joden en andere onderduikers. 
In de laatste dagen vóór de bevrijding in mei 1945 heeft hij met anderen uit de verzetsgroep paraat gestaan om de 'beul' van kamp Amersfoort, Joseph Kotalla, ter plaatse onschadelijk te maken indien deze zijn voornemen om op het laatst nog meer gevangenen te executeren ten uitvoer zou gaan brengen.

## Publicatie
Rien van Gent beschreef de lotgevallen van de verzetsgroep 'Westerkerk' in een brochure getiteld 'Onze strijd in de bezettingstijd in Amersfoort en omstreken'. Deze 95 pagina tellende brochure is kort na de bevrijding door hem op schrift gesteld en in de jaren 80 van de 20e eeuw uitgewerkt en op beperkte schaal verspreid.
In de brochure wordt, naast inhoudelijke informatie over de daden van de verzetsgroep, een beeld gegeven van de christelijke drijfveren van waaruit de leden van de groep hun activiteiten verrichtten. Ook wordt verslag gedaan van de omstandigheden rond de arrestatie van leden van de groep en van directbetrokkenen, die geleid hebben tot hun dood. Speciaal worden genoemd de in Duitse concentratiekampen omgekomen koster van de Westerkerk, Luit van der Weij, alsmede Jaap de Graaf en Wubbo Sikkema.
In 2006 werd op de Westerkerk in Amersfoort een plaquette aangebracht ter nagedachtenis aan de verzetsgroep. De volgende mannen en vrouwen maakten deel uit van de Namenlijst 'verzetsgroep Westerkerk':
Leiding Kees de Jong ('oom Kees'), Gert Jan van den Brink, Luit van der Weij (koster Westerkerk), Niek Padding, Chris Padding, Frits Toebes, 
Jaap de Jong (zoon van Kees), Thijs Drupsteen, Ab Dekker, Gerrit Olofsen, Lex van Dam, Jaap de Graaf, Peter Westra, Wubbe Sikkema (alias Wim Fokkens), Henk Frankema, Piet Willemstein, Rien van Gent (auteur van 'Onze strijd...').
Koeriersters: Lies (later getrouwd met Thijs Drupsteen), Ans van der Weij (vrouw van de koster), Bep Steenbeek (later getrouwd met Rien van Gent), Ans van Gent (later getrouwd met Piet Willemstein), Ina van Gent, Cor van Gent, Ada van Gent, Geertje de Jong (dochter van Kees), Klara (schoonzus G.J. v.d. Brink).